# Boudry
Boudry es una comuna y ciudad histórica suiza, situada en el cantón de Neuchâtel. 

## Geografía
Limita al norte con las comunas de Rochefort y Milvignes, al este con Neuchâtel, Chevroux (VD), Delley-Portalban (FR) y Gletterens (FR), al sur con Cortaillod y Bevaix, al suroeste con Gorgier, y al oeste con Val-de-Travers y Brot-Dessous.

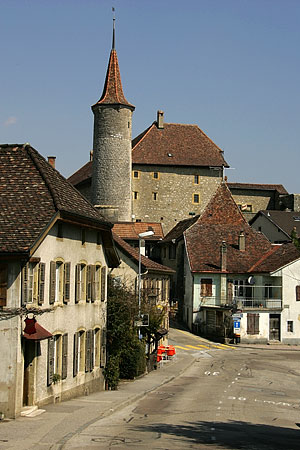
Castillo de Boudry.

## Transportes
Ferrocarril
Cuenta con una estación ferroviaria en la que efectúan parada trenes regionales.

## Personalidades célebres
- Philippe Suchard, chocolatero y empresario (1797-1884)
- Jean-Paul Marat (1743-1793)